# Коньков, Дмитрий Сергеевич
Дмитрий Сергеевич Коньков (род. 19 января 1976 года в г. Фролово Волгоградской области) — российский политический деятель. Депутат Государственной Думы VI созыва, член комитета Госдумы по труду, социальной политике и делам ветеранов. Член фракции «Единая Россия».

## Биография
В 1997 получил средне-техническое образование по специальности «техника лесного и лесопаркового хозяйства», окончил Арчединский лесной техникум после прохождение срочной службы. В 2001 году получил второе техническое образование в Жирновском нефтяном техникуме. В 2006 году получил высшее образование по специальности «эксплуатация и разработка нефтяных и газовых месторождений» в Самарском государственном техническом университете.
С 1994 по 1996 год — проходил срочную службу в Вооруженых Силах, участвовал в боевых действиях на Северном Кавказе. С 1997 по 2001 год, после окончания техникума работал сторожем в «Нижневолжской топливной компании» и в её дочернем предприятии «Топ-Сервис». С 2001 по 2011 год работал в ООО «Лукойл-Волгограднефтегаз», сначала слесарем по ремонту нефтепромыслового оборудования, с 2009 года перешёл на должность оператора по добыче нефти и газа.
В 2011 году вступил в Общероссийский народный фронт и принял участие в праймериз «Единой России», по результатам которых вошёл в список кандидатов в депутаты Госдумы.
В декабре 2011 года баллотировался в Госдуму по спискам «Единой России», в результате распределения мандатов избран. депутатом Государственной Думы VI созыва.
В июле 2014 года досрочно сложил с себя депутатские полномочия. Как объяснил сам депутат, после разговора с губернатором Волгоградской области Андреем Бочаровым, он получил предложение перейти на работу в министерство социальной защиты, а в сентябре 2014 года примет участие в выборах в Волгоградскую областную думу. В июле 2014 вакантный мандат Конькова был передан председателю Волгоградской городской думу, главе Волгограда Ирине Гусевой. Сергей Коньков в результате не получил места в министерстве социальной защиты, в июле 2015 год он был назначен руководителем Государственного казенного учреждения социального обслуживания «Волгоградский областной центр медико-социальной реабилитации граждан пожилого возраста и инвалидов».

## Награды
- Медаль «За отвагу»[8]